# Équipe de Macédoine du Nord masculine de handball au Championnat du monde 2021
Cet article relate le parcours de l'équipe de Macédoine du Nord masculine de handball lors du Championnat du monde 2021 ayant lieu en Égypte. Il s'agit de la 7e participation de la Macédoine du Nord aux Championnats du monde.

## Présentation

### Qualification
Non qualifiée dans un premier temps, la Macédoine du Nord bénéficie du forfait de la Tchéquie, contrainte par un grand nombre de cas de Covid-19 dans ses rangs, et est invitée le 12 janvier par la Fédération internationale de handball.

## Résultats

### Tour préliminaire
|   | Équipe            | Pts | J | G | N | P | Bp | Bc  | Diff |
| - | ----------------- | --- | - | - | - | - | -- | --- | ---- |
| 1 | Suède             | 6   | 3 | 3 | 0 | 0 | 97 | 69  | 28   |
| 2 | Égypte            | 4   | 3 | 2 | 0 | 1 | 96 | 72  | 24   |
| 3 | Macédoine du Nord | 2   | 3 | 1 | 0 | 2 | 71 | 99  | -28  |
| 4 | Chili             | 0   | 3 | 0 | 0 | 3 | 84 | 108 | -24  |

| 14 janvier 2021 21h30 | Suède           | 32 – 20   | Macédoine du Nord | Cairo Stadium Sports Hall (en), Le Caire Arbitrage : Lars Jørum et Håvard Kleven (no) |
| 14 janvier 2021 21h30 | Hampus Wanne 11 | (16 – 11) | Kiril Lazarov 5   | Cairo Stadium Sports Hall (en), Le Caire Arbitrage : Lars Jørum et Håvard Kleven (no) |
| 14 janvier 2021 21h30 | ×2 ×4           | Rapport   | ×1 ×3             | Cairo Stadium Sports Hall (en), Le Caire Arbitrage : Lars Jørum et Håvard Kleven (no) |

| 16 janvier 2021 19h00 | Égypte            | 38 – 19  | Macédoine du Nord | Cairo Stadium Sports Hall (en), Le Caire Arbitrage : Charlotte et Julie Bonaventura |
| 16 janvier 2021 19h00 | Mohamed Mamdouh 8 | (20 – 6) | Trois joueurs 3   | Cairo Stadium Sports Hall (en), Le Caire Arbitrage : Charlotte et Julie Bonaventura |
| 16 janvier 2021 19h00 | ×2                | Rapport  | ×5 ×1             | Cairo Stadium Sports Hall (en), Le Caire Arbitrage : Charlotte et Julie Bonaventura |

| 18 janvier 2021 16h30 | Macédoine du Nord | 32 – 29   | Chili           | Cairo Stadium Sports Hall (en), Le Caire Arbitrage : Matija Gubica (hr) et Boris Milošević (hr) |
| 18 janvier 2021 16h30 | Kiril Lazarov 8   | (16 – 17) | Trois joueurs 7 | Cairo Stadium Sports Hall (en), Le Caire Arbitrage : Matija Gubica (hr) et Boris Milošević (hr) |
| 18 janvier 2021 16h30 | ×6                | Rapport   | ×1 ×5           | Cairo Stadium Sports Hall (en), Le Caire Arbitrage : Matija Gubica (hr) et Boris Milošević (hr) |

### Tour principal
|   | Équipe            | Pts | J | G | N | P | Bp  | Bc  | Diff |
| - | ----------------- | --- | - | - | - | - | --- | --- | ---- |
| 1 | Suède             | 8   | 5 | 3 | 2 | 0 | 144 | 117 | 27   |
| 2 | Égypte            | 7   | 5 | 3 | 1 | 1 | 149 | 117 | 32   |
| 3 | Slovénie          | 6   | 5 | 2 | 2 | 1 | 138 | 130 | 8    |
| 4 | Russie            | 5   | 5 | 2 | 1 | 2 | 138 | 139 | -1   |
| 5 | Biélorussie       | 4   | 5 | 1 | 2 | 2 | 139 | 148 | -9   |
| 6 | Macédoine du Nord | 0   | 5 | 0 | 0 | 5 | 106 | 163 | -57  |

1. ↑  Officiellement « Équipe de la fédération russe de handball », cf. Championnat du monde masculin de handball 2021#Cas particulier de la Russie.

| 20 janvier 2021 16h30 | Macédoine du Nord | 21 – 31  | Slovénie       | Cairo Stadium Sports Hall (en), Le Caire Arbitrage : Igancio Garcia et Andreu Marin |
| 20 janvier 2021 16h30 | Kiril Lazarov 5   | (9 – 13) | Dragan Gajić 7 | Cairo Stadium Sports Hall (en), Le Caire Arbitrage : Igancio Garcia et Andreu Marin |
| 20 janvier 2021 16h30 | ×1 ×2             | Rapport  | ×1 ×2          | Cairo Stadium Sports Hall (en), Le Caire Arbitrage : Igancio Garcia et Andreu Marin |

| 22 janvier 2021 16h30 | Macédoine du Nord        | 20 – 32  | Russie             | Cairo Stadium Sports Hall (en), Le Caire Arbitrage : Charlotte et Julie Bonaventura |
| 22 janvier 2021 16h30 | Filip Kuzmanovski (en) 6 | (9 – 19) | Igor Soroka (en) 6 | Cairo Stadium Sports Hall (en), Le Caire Arbitrage : Charlotte et Julie Bonaventura |
| 22 janvier 2021 16h30 | Rapport                  |          |                    | Cairo Stadium Sports Hall (en), Le Caire Arbitrage : Charlotte et Julie Bonaventura |

| 24 janvier 2021 16h30 | Biélorussie         | 30 – 26   | Macédoine du Nord | Cairo Stadium Sports Hall (en), Le Caire Arbitrage : Majid Kolahdouzan et Alireza Mousaviannazhad |
| 24 janvier 2021 16h30 | Uladzislau Kulesh 7 | (14 – 14) | Kiril Lazarov 7   | Cairo Stadium Sports Hall (en), Le Caire Arbitrage : Majid Kolahdouzan et Alireza Mousaviannazhad |
| 24 janvier 2021 16h30 | ×2 ×3               | Rapport   | ×1                | Cairo Stadium Sports Hall (en), Le Caire Arbitrage : Majid Kolahdouzan et Alireza Mousaviannazhad |

## Statistiques et récompenses

### Buteurs
| Rang  | Joueur                   | Tot. | Tirs | %     | MJ | Moy. |
| ----- | ------------------------ | ---- | ---- | ----- | -- | ---- |
| 1     | Kiril Lazarov            | 28   | 55   | 51 %  | 6  | 4,7  |
| 2     | Filip Kuzmanovski (en)   | 21   | 40   | 53 %  | 6  | 3,5  |
| 3     | Žarko Peševski           | 18   | 23   | 78 %  | 6  | 3    |
| 4     | Nenad Kosteski           | 13   | 18   | 72 %  | 6  | 2,2  |
| 5     | Stojanče Stoilov         | 8    | 12   | 67 %  | 6  | 1,3  |
| 6     | Dimitar Dimitrioski (en) | 8    | 15   | 53 %  | 6  | 1,3  |
| 7     | Martin Popovski (en)     | 7    | 13   | 54 %  | 6  | 1,2  |
| 8     | Nikola Markoski (en)     | 6    | 6    | 100 % | 6  | 1    |
| 9     | Martin Serafimov (en)    | 6    | 13   | 46 %  | 3  | 2    |
| 10    | Filip Taleski (en)       | 5    | 18   | 28 %  | 6  | 0,8  |
| 11    | Darko Georgievski        | 4    | 14   | 54 %  | 3  | 1,3  |
| 12    | Mario Tankoski (en)      | 4    | 14   | 29 %  | 4  | 1    |
| 13    | Cvetan Kuzmanoski        | 3    | 4    | 75 %  | 4  | 0,8  |
| 14    | Martin Velkovski         | 3    | 7    | 43 %  | 4  | 0,8  |
| 15    | Goran Krstevski (en)     | 3    | 7    | 43 %  | 3  | 1    |
| 16    | Marko Miševski (en)      | 1    | 8    | 13 %  | 6  | 0,2  |
| Total | Total                    | 138  | 267  | 52 %  | 6  | 23   |

### Gardiens de but
| N°    | Nom                   | %    | Arrêts | Tirs | MJ | Moy. |
| ----- | --------------------- | ---- | ------ | ---- | -- | ---- |
| 1     | Nikola Mitrevski (en) | 26 % | 43     | 168  | 6  | 7,2  |
| 2     | Martin Tomovski (en)  | 28 % | 24     | 85   | 6  | 4    |
| Total | Total                 | 26 % | 67     | 259  | 6  | 11,1 |